# Ciraphorus elcodes
Ciraphorus elcodes är en fjärilsart som beskrevs av Dyar 1910. Ciraphorus elcodes ingår i släktet Ciraphorus och familjen Crambidae. Inga underarter finns listade i Catalogue of Life.